# Women's Tour Down Under 2024
Il Women's Tour Down Under 2024 (nome ufficiale 2024 Santos Tour Down Under), quindicesima edizione della gara, valevole come prima prova dell'UCI Women's World Tour 2024, si svolse dal 12 al 14 gennaio 2024 su un percorso 291,5 km, suddiviso in 3 tappe, con partenza da Hahndorf ed arrivo a Willunga Hill, in Australia. La vittoria fu appannaggio dell'australiana Sarah Gigante, la quale completò il percorso in 7h57'03", precedendo l'olandese Nienke Vinke e l'australiana Neve Bradbury.
Sul traguardo di Willunga Hill 85 cicliste, su 93 partite da Hahndorf, portarono a termine la competizione.

## Tappe
| Tappa  | Data       | Percorso                 | km    | Vincitore di tappa    | Leader cl. generale   |
| ------ | ---------- | ------------------------ | ----- | --------------------- | --------------------- |
| 1ª     | 12 gennaio | Hahndorf > Campbelltown  | 93,9  | Ally Wollaston        | Ally Wollaston        |
| 2ª     | 13 gennaio | Glenelg > Stirling       | 104,2 | Cecilie Uttrup Ludwig | Cecilie Uttrup Ludwig |
| 3ª     | 14 gennaio | Adelaide > Willunga Hill | 93,4  | Sarah Gigante         | Sarah Gigante         |
| Totale | Totale     | Totale                   | 291,5 |                       |                       |

## Squadre e cicliste partecipanti
| N.    | Cod. | Squadra                  |
| ----- | ---- | ------------------------ |
| 1-6   | FST  | FDJ-Suez                 |
| 11-16 | LTK  | Lidl-Trek                |
| 21-26 | LAJ  | Liv AlUla Jayco          |
| 31-36 | HPH  | Human Powered Health     |
| 41-46 | CSR  | Canyon-SRAM Racing       |
| 51-56 | TVL  | Team Visma-Lease a Bike  |
| 61-66 | UAD  | UAE Team ADQ             |
| 71-76 | AGS  | AG Insurance-Soudal Team |

| N.      | Cod. | Squadra                    |
| ------- | ---- | -------------------------- |
| 81-86   | DFP  | DSM-Firmenich PostNL       |
| 91-96   | HPU  | Team Coop-Repsol           |
| 101-106 | TBL  | Team Bridgelane WE         |
| 111-116 | ARA  | ARA Skip Capital           |
| 121-126 | AUS  | Selezione australiana      |
| 131-136 | AUB  | St Michel-Mavic-Auber93 WE |
| 141-146 | LPW  | Lifeplus Wahoo             |
| 151-156 | TCW  | Tashkent City Women Prof.  |

## Dettagli delle tappe

### 1ª tappa
- 12 gennaio: Hahndorf > Campbelltown – 93,9 km

Risultati
| Pos. | Corridore        | Squadra   | Tempo    |
| ---- | ---------------- | --------- | -------- |
| 1    | Ally Wollaston   | AG-Soudal | 2h32'37" |
| 2    | Georgia Baker    | Liv AlUla | s.t.     |
| 3    | Sofia Bertizzolo | UAE       | s.t.     |

| Pos. | Corridore        | Squadra   | Tempo    |
| ---- | ---------------- | --------- | -------- |
| 1    | Ally Wollaston   | AG-Soudal | 2h32'27" |
| 2    | Georgia Baker    | Liv AlUla | a 2"     |
| 3    | Sofia Bertizzolo | UAE       | a 6"     |

### 2ª tappa
- 13 gennaio: Glenelg > Stirling – 104,2 km

Risultati
| Pos. | Corridore             | Squadra  | Tempo    |
| ---- | --------------------- | -------- | -------- |
| 1    | Cecilie Uttrup Ludwig | FDJ-Suez | 2h54'28" |
| 2    | Soraya Paladin        | Canyon   | s.t.     |
| 3    | Sofia Bertizzolo      | UAE      | s.t.     |

| Pos. | Corridore             | Squadra   | Tempo    |
| ---- | --------------------- | --------- | -------- |
| 1    | Cecilie Uttrup Ludwig | FDJ-Suez  | 5h26'55" |
| 2    | Sofia Bertizzolo      | UAE       | a 2"     |
| 3    | Ruby Roseman-Gannon   | Liv AlUla | a 3"     |

### 3ª tappa
- 14 gennaio: Adelaide > Willunga Hill – 93,4 km

Risultati
| Pos. | Corridore     | Squadra   | Tempo    |
| ---- | ------------- | --------- | -------- |
| 1    | Sarah Gigante | AG-Soudal | 2h30'38" |
| 2    | Nienke Vinke  | DSM       | a 16"    |
| 3    | Neve Bradbury | Canyon    | a 27"    |

| Pos. | Corridore     | Squadra   | Tempo    |
| ---- | ------------- | --------- | -------- |
| 1    | Sarah Gigante | AG-Soudal | 7h57'33" |
| 2    | Nienke Vinke  | DSM       | a 20"    |
| 3    | Neve Bradbury | Canyon    | a 33"    |

## Classifiche finali

### Classifica generale - Maglia ocra
| Pos. | Corridore           | Squadra            | Tempo    |
| ---- | ------------------- | ------------------ | -------- |
| 1    | Sarah Gigante       | AG-Soudal          | 7h57'33" |
| 2    | Nienke Vinke        | DSM                | a 20"    |
| 3    | Neve Bradbury       | Canyon             | a 33"    |
| 4    | Amanda Spratt       | Lidl-Trek          | a 37"    |
| 5    | Dominika Włodarczyk | UAE                | a 45"    |
| 6    | Victorie Guilman    | St Michel          | a 57"    |
| 7    | Ella Wyllie         | Liv AlUla          | s.t.     |
| 8    | Julie Van de Velde  | AG-Soudal          | s.t.     |
| 9    | Cecilie Ludwig      | FDJ-Suez           | a 1'02"  |
| 10   | Nicole Frain        | Selez. australiana | s.t.     |

### Classifica a punti - Maglia blu
| Pos. | Corridore        | Squadra   | Punti |
| ---- | ---------------- | --------- | ----- |
| 1    | Sofia Bertizzolo | UAE       | 44    |
| 2    | Cecilie Ludwig   | FDJ-Suez  | 43    |
| 3    | Francesca Barale | DSM       | 37    |
| 4    | Soraya Paladin   | Canyon    | 34    |
| 5    | Amanda Spratt    | Lidl-Trek | 33    |

### Classifica scalatori - Maglia a pois blu
| Pos. | Corridore      | Squadra   | Punti |
| ---- | -------------- | --------- | ----- |
| 1    | Katia Ragusa   | Human P.  | 37    |
| 2    | Cecilie Ludwig | FDJ-Suez  | 12    |
| 3    | Sarah Gigante  | AG-Soudal | 10    |
| 4    | Nienke Vinke   | DSM       | 6     |
| 5    | India Grangier | Coop      | 6     |

### Classifica giovani - Maglia bianca
| Pos. | Corridore        | Squadra   | Tempo    |
| ---- | ---------------- | --------- | -------- |
| 1    | Nienke Vinke     | DSM       | 7h57'53" |
| 2    | Neve Bradbury    | Canyon    | a 13"    |
| 3    | Ella Wyllie      | Liv AlUla | a 37"    |
| 4    | Francesca Barale | DSM       | a 45"    |
| 5    | Maud Oudeman     | Visma     | a 47"    |

### Classifica a squadre
| Pos. | Squadra              | Tempo     |
| ---- | -------------------- | --------- |
| 1    | DSM-Firmenich PostNL | 23h56'08" |
| 2    | Canyon-SRAM Racing   | a 4"      |
| 3    | AG Insurance-Soudal  | a 36"     |
| 4    | Liv AlUla Jayco      | a 1'08"   |
| 5    | UAE Team ADQ         | a 1'10"   |